# Мошинский, Михаил Натанович
Михаил (Моисей) Натанович Мошинский (23 февраля 1914, Васильков, Киевская губерния — 31 октября 2005, Москва) — советский архитектор.

## Биография
Родился 23 февраля 1914 года в городе Василькове (ныне Киевская область Украины). 
После окончания в 1939 году Киевского инженерно-строительного института переехал в Москву. Работал в мастерской Дворца Советов, где занимался проектированием интерьеров.
Участник Великой Отечественной войны с 1 июня 1941 года. Командуя сапёрным взводом во время обороны Киева в 1941 году получил тяжёлое ранение и контузию. После излечения в сталинградском госпитале продолжил службу в сапёрном батальоне. Демобилизован в звании инженер-капитана.
Вернувшись с фронта, принимал участие в восстановлении Новороссийска. Позднее вновь работал в Москве. Участвовал в проектировании и строительстве Московского государственного университета и его жилых комплексов.
С 1954 по 1978 год работал в мастерской № 6 управления «Моспроект-1». Руководил бригадой архитекторов. По его проектам строились жилые дома в Измайлове и в Бауманском районе. Он также автор проектов универмага «Первомайский» в Измайлове, школы-студии циркового искусства на Хохловке, АТС на Бакунинской улице, кинотеатра «София», математического техникума, студенческих общежитий (МВТУ, мединститута, МИХМа) и других сооружений. 
В 1975 году, к 30-летию Победы, на общественных началах спроектировал мемориальный комплекс «Площадь Мужества» в Измайловском парке, посвящённый Великой Отечественной войне (совместно с архитектором А. Золотухиным под руководством З. Розенфельда). С 1978 по 1996 год занимал должность главного специалиста в Экспертном управлении ГлавАПУ Москвы.
Принимал участие в архитектурных конкурсах. Член Союза архитекторов СССР с 1943 года. 
Член КПСС. Неоднократно избирался членом парткома управления «Моспроект-1».
Жил в Москве по адресу: 1-я Парковая улица, дом 14.
Умер в Москве 31 октября 2005 года. Похоронен на Донском кладбище.

## Память
В 2023 году в галерее «Измайлово» объединения «Выставочные залы Москвы» проходила выставка «Мир Мошинского», посвященная наследию архитектора.

## Награды
- Орден Отечественной войны I степени (1985)[4]
- Медаль «За отвагу» (1968)[4]
- Медаль «За оборону Сталинграда»[3]
- Медаль «За оборону Киева»[3]
- Медаль «За победу над Германией в Великой Отечественной войне 1941—1945 гг.»[3]
- Две Бронзовые медали ВДНХ

|                            |                          |                           |                                      |
| Кинотеатр «София» (снесён) | Универмаг «Первомайский» | Центр Циркового искусства | Площадь Мужества в Измайловском ПКиО |